# Stan padaczkowy
Stan padaczkowy (łac. status epilepticus) – sytuacja, gdy napad padaczkowy utrzymuje się ponad 30 minut lub występuje seria napadów, między którymi chory nie odzyskuje przytomności. Według innych definicji za stan padaczkowy uznaje się napad trwający ponad pięć minut lub stan charakteryzujący się niejednolitymi lub krótkotrwałymi napadami padaczkowymi. 
Wyróżnia się:
- stan padaczkowy z uogólnionymi napadami drgawkowymi (CSE, z ang. convulsive status epilepticus)
- stan padaczkowy niedrgawkowy (NCSE, z ang. nonconvulsive status epilepticus)
- stan padaczkowy z napadami częściowymi prostymi (SPSE, z ang. simple partial status epilepticus)[6].

Stan padaczkowy, niezależnie od typu, jest stanem zagrożenia życia i wymaga intensywnego leczenia. W trakcie długiego utrzymywania się napadu padaczkowego dochodzi do nagromadzenia wydzieliny w drzewie oskrzelowym, obturacji dróg oddechowych oraz zwiększonego ryzyka zachłyśnięcia. Każdy z tych czynników, po odpowiednio długim czasie, może doprowadzić do niewydolności oddechowej. Zmniejszenie wentylacji pogarsza perfuzję, co powoduje niedotlenienie mózgu.
Jednocześnie przedłużający się stan padaczkowy prowadzi do obrzęku mózgu, wzrostu ciśnienia płynu mózgowo-rdzeniowego oraz rozwoju kwasicy, która dodatkowo nasila powyższe procesy.

## Stan padaczkowy z uogólnionymi napadami drgawkowymi
Występuje z częstością 10–41 przypadków na 100 000, często u osób bez padaczki w wywiadzie. Jego przyczynami mogą być:
- zbyt niskie stężenie leków przeciwpadaczkowych
- choroby naczyniowe mózgu lub guz mózgu
- zakażenia ośrodkowego układu nerwowego
- hipoksja
- zaburzenia metaboliczne: hipoglikemia, hipokaliemia, hipokalcemia, hiponatremia
- zatrucie alkoholem lub odstawienie alkoholu.

## Stan padaczkowy niedrgawkowy
Może przebiegać jako:
- stan padaczkowy z napadami nieświadomości
- stan padaczkowy z napadami częściowymi złożonymi
- stan padaczkowy w śpiączce.

Stan padaczkowy z napadami częściowymi złożonymi najczęściej przybiera postać napadów ogniskowych z przedłużonymi zaburzeniami świadomości. Stan padaczkowy z napadami nieświadomości odnosi się do przedłużonego uogólnionego napadu nieświadomości, któremu towarzyszą zmiany w zapisie EEG (najczęściej typu iglica – fala wolna 3 Hz).

## Stan padaczkowy z napadami częściowymi prostymi
Cechuje się bardzo bogatą symptomatyką i bywa często błędnie traktowany jako zaburzenia zachowania, zatrucie lub, u osób starszych, jako zaburzenia psychiczne lub otępienie. W różnicowaniu decydującą rolę odgrywa badanie EEG.

## Leczenie
W postępowaniu przedlekarskim należy przede wszystkim zabezpieczyć chorego przed urazem oraz zapewnić drożność dróg oddechowych.
Postępowanie lekarskie obejmuje stosowanie leków, między innymi lorazepamu, diazepamu, klonazepamu, fenytoiny, fenobarbitalu, pentobarbitalu, tiopentalu.
Powyższe leki włącza się stopniowo, to znaczy kolejny w przypadku nieskuteczności poprzedniego. Dodatkowo można podać wlew dożylny glukozy z tiaminą. Jeśli postępowanie to jest nieskuteczne, stosuje się także znieczulenie ogólne i zwiotczenie pacjenta.

## Klasyfikacja ICD10
| kod ICD10     | nazwa choroby                                    |
| ------------- | ------------------------------------------------ |
| ICD-10: G41   | Stan padaczkowy                                  |
| ICD-10: G41.0 | Stan padaczkowy z napadami dużymi (grand mal)    |
| ICD-10: G41.1 | Stan padaczkowy z napadami małymi (petit mal)    |
| ICD-10: G41.2 | Stan padaczkowy z napadami częściowymi złożonymi |
| ICD-10: G41.8 | Inny stan padaczkowy                             |
| ICD-10: G41.9 | Stan padaczkowy, nieokreślony                    |